# شبكة اجتماعية
الشبكة الاجتماعية (بالإنجليزية: Social network) هي بنية اجتماعية مكونة من أفراد (أو منظمات) تسمى «العقد»، والتي ترتبط (عن طريق الاتصال) بأكثر من نوع واحد من أنواع الترابط، مثل القرابة والصداقة والمصالح المشتركة، وتبادل المعاملات المالية، الكره، أو علاقات المعرفة

تحليل الشبكة الاجتماعية (SNA) يعرض العلاقات الاجتماعية من حيث نظرية الشبكة والتي تتكون من العلاقات (وتسمى أيضا الحواف ، أو الوصلات، أو الاتصالات)، والعقد وهي الجهات الفاعلة الفردية داخل الشبكات، والروابط والعلاقات بين الفاعلين. والرسوم البيانية الناتجة غالبا ما تكون معقدة جداً. يمكن أن يكون هناك أنواع كثيرة من العلاقات بين العقدتين. وقد أظهرت الأبحاث في عدد من المجالات الأكاديمية أن الشبكات الاجتماعية تعمل على العديد من المستويات، ابتداءً من الأسر وصولاً إلى مستوى الدول، كما أنها تلعب دوراً حاسماً في تحديد الطريقة التي يتم بها حل المشاكل، وعمل المنظمات، وإلى أي مدى ينجح الأفراد في تحقيق أهدافهم.
الشبكة الاجتماعية، في أبسط أشكالها، عبارة عن خريطة لعلاقات محددة بين العقد التي تجري دراستها مثل الصداقة. العقود التي تتصل بذلك الفرد هي اتصالات الاجتماعية لهذا الفرد. ويمكن أن تستخدم الشبكة لقياس رأس المال الاجتماعي وهو القيمة التي يحصلها الفرد من الشبكة الاجتماعية. يتم عرض هذه المفاهيم في كثير من الأحيان في رسم تخطيطي لشبكة اجتماعية، حيث العقد هي الأشخاص أو المنظمات والروابط هي الخطوط.

## تحليل الشبكات الاجتماعية

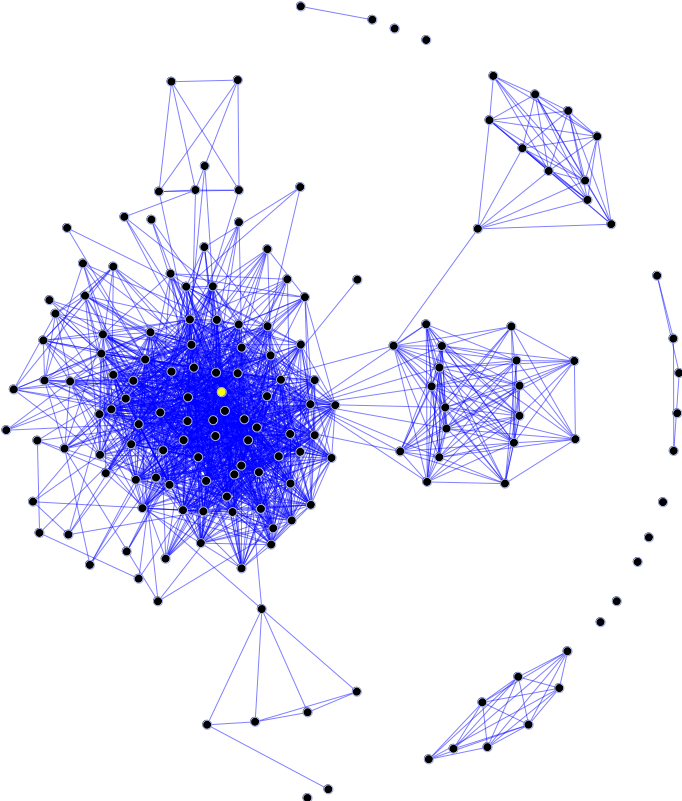
مثال على رسم تخطيطي لشبكة اجتماعية. يتم وضع علامة على عقدة مركزية مع أعلى البينية في الصفراء.

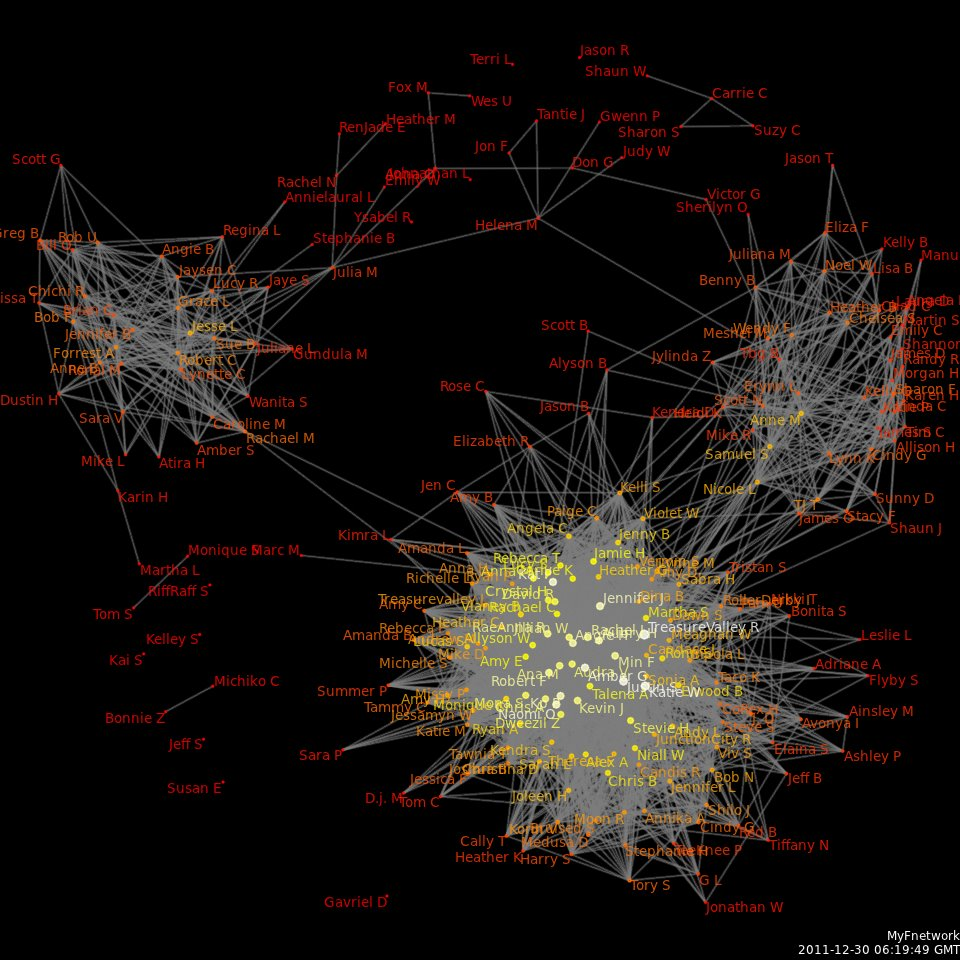
تصور شبكة الفعلية والاجتماعية في الفيسبوك، ومركزية أعلى betweeness هي مجموعة من الرياضيين ديربي الدوارة.

تحليل الشبكات الاجتماعية (المتصل بنظرية الشبكة) برز كأسلوب رئيسي في علم الاجتماع الحديث. فقد اكتسب أيضا متابعة بارزة في الأنثروبولوجيا، وعلم الأحياء، والدراسات الاتصالات، والاقتصاد، والجغرافيا، وعلم المعلومات والدراسات التنظيمية، وعلم النفس الاجتماعي، وعلم اللغة الاجتماعي، وأصبح موضوعا لتكهنات شعبية ودراسية.
لقد اعتاد الناس على فكرة «الشبكة الاجتماعية» الفضفاضة لأكثر من قرن والتي أفادت ضمناً مجموعات معقدة من العلاقات بين أفراد من النظم الاجتماعية على جميع المستويات، ابتداء من الصعيد الشخصي ونهايةً بالصعيد العالمي أو الدولي. في عام 1954، بدأت جي ايه بارنز باستخدام مصطلح منهجي للدلالة على أنماط من العلاقات، والذي يشمل المفاهيم المستخدمة بشكل تقليدي من قبل الجمهور، وتلك التي يستخدمها علماء الاجتماع: مجموعات محددة (على سبيل المثال، القبائل والأسر) والفئات الاجتماعية (على سبيل المثال، نوع الجنس والعرق). العلماء مثل اس دي بيركوفيتش، ستيفن بورقاتي بيرت رونالد كاثلين كارلي، ايفرت مارتن، فاوست كاثرين فريمان لينتون، غرانوفيتر مارك، ديفيد كنوك ديفيد كراشاردت، بيتر مارسدن، نيكولاس مولينز، أناتول رابوبورت، واسرمان ستانلي، ويلمان باري، دوغلاس R الموسعة. هاريسون جميعهم قاموا بتوسيع منهجية تحليل الشبكات الاجتماعية.
انتقل تحليل الشبكات الاجتماعية في الوقت الحالي من كونه استعارة موحية إلى نهج تحليلي لأي نموذج، مصحوباً بالبيانات الخاصة بالنظرية والأساليب وبرامج تحليل الشبكات الاجتماعية، وباحثين. إن جميعهم يعملون على تحليل السبب وتوضحيه من من شكله العام إلى أجزاء صغيرة؛ من تركيب إلى علاقة بالإفراد؛ من سلوك إلى موقف. ويكونون عادة إما دراسة شبكات كاملة (المعروف أيضا باسم شبكات كاملة)، وكلها تحتوي على العلاقات المحددة في مجتمع محدد، أو الشبكات الشخصية (المعروفة أيضا باسم شبكات الأنانية)، وعلاقات الناس المحدد لها، مثل «المجتمعات الشخصية». في الحالة الأخيرة، تنتقل العلاقات من الغرور، والذي يعتبر من أهم العناصر الفاعلة في التنسيق الذي يجري لتحليلها، ويقوم على التغيير بها
وقد اعتمد التمييز بين الشبكات الشاملة / كاملة والشبكات الشخصية / الأنانية على كيفية المحللين كانوا قادرين على جمع البيانات إلى حد كبير. وهذا يشكل للمجموعات مثل الشركات والمدارس والمجتمعات العضوية، التحليل المتوقع بأن لديهم معلومات كاملة عن الشخص الذي كان في الشبكة الاجتماعية، إن جميع المشاركين المحتملين فيها يكونون إما بين الغرور أو الرغبة في التغيير. وقد أجريت دراسات تتعلق بالاستخدام الشخصي أو الأناني يهتم بهويات الغرور التي كانت معروفة سابقا والتي ل اتكون ضمن المتغيرات بالنسبة لهم.
```
تعتمد هذه الدراسات على الغرور لتوفير معلومات حول هويات المتغيرات وليس هناك أي توقع على أنه سيتم ربط الغرور المختلف أو مجموعات من المتغيرات والتي تغير بعضها البعض. 
شبكة كرة الثلج
 يدل على فكرة تعتمد على أن المتغيرات المحددة في دراسة استقصائية أنانية وعندئذ تصبح هذه المتغيرات الأنانية نفسها وتكون قادرة بدورها على ترشيح متغيرات إضافية، في حين أن هناك حدودا تعتبر لوجستية قاسية لإجراء دراسات على شبكة كرة الثلج، وقد تم مؤخرا عمل طريقة لدراسة 
الشبكات الهجينة
 التي وضعت في الغرور في الشبكات الكاملة كما يمكن تسمية ذلك لا يغير المدرجة التي تتوفر للجميع في الغرور ثم لاحقا لنرى. قد يكون من المفيد شبكة مختلطة لفحص شبكات كاملة / الكامل الذي من المتوقع أن تشمل لاعبين مهمين وراء أولئك الذين يتم التعرف رسميا. العاملون في شركة على سبيل المثال يعملون في كثير من الأحيان مع منظمات غير شركة الخبراء الاستشاريين الذين يكونون جزءا من الشبكة التي لا يمكن أن تعرف تماما قبل جمع البيانات.
```

عدد من الاتجاهات التحليلية التي تميز تحليل الشبكات الاجتماعية:
ليس هناك فرضية على أن المجموعات هي اللبنات الأساسية للمجتمع: منهج منفتح لدراسة يضعها في إطار أقل النظم الاجتماعية، المجال مفتوح أمام دراسة الأنظمة الاجتماعية الأقل محدودية من المجتمعات الغير محلية وصولا بوصلات عبر المواقع الإلكترونية.
بدلا من معالجة الأفراد (الأشخاص والمنظمات والدول) وحدات منفصلة من التحليل، لأنها تركز على كيفية بناء العلاقات يؤثر على الأفراد وعلاقاتهم.
على عكس التحليلات التي تفترض أن التنشئة الاجتماعية إلى قواعد تحدد السلوك، تحليل الشبكة تتطلع إلى رؤية إلى أي مدى هيكل وتكوين العلاقات تؤثر القواعد.
شكل شبكة اجتماعية تساعد في تحديد جدوى إنشاء شبكة لأفراده. يمكن أن أصغر وأكثر إحكاما شبكات تكون أقل فائدة لأعضائها من شبكات اتصالات مع الكثير من فضفاض (ضعف التعادل ق) للأفراد خارج الشبكة الرئيسية. شبكات أكثر انفتاحا، مع ضعف كثير من العلاقات والصلات الاجتماعية، هم أكثر عرضة لتقديم أفكار وفرص جديدة لأعضائها من الشبكات المغلقة مع العديد من الروابط زائدة. وبعبارة أخرى، مجموعة من الأصدقاء الذين لا فقط الأشياء مع بعضها البعض بالفعل تقاسم المعارف والفرص نفسها. مجموعة من الأفراد مع وصلات إلى عوالم اجتماعية أخرى ومن المرجح أن يكون الوصول إلى مجموعة واسعة من المعلومات. فمن الأفضل لتحقيق النجاح الفردي لديها اتصالات لمجموعة متنوعة من شبكات الاتصالات بدلا من العديد من ضمن شبكة واحدة. وبالمثل، يمكن للأفراد ممارسة النفوذ أو التصرف كوسطاء داخل شبكاتهم الاجتماعية من خلال سد شبكتين التي لا ترتبط مباشرة (تسمى ملء الثقوب الهيكلي).
قوة تحليل الشبكة الاجتماعية تنبع من الاختلاف في الفترة من الدراسات العلمية الاجتماعية التقليدية، التي تفترض أنه من سمات المسألة الجهات الفاعلة، سواء كانت ودية أو غير ودية، ذكية أو غبية، وما بين هذا الفرد. التحليل الاجتماعي وتنتج الشبكة وجهة نظر بديلة، حيث سمات الأفراد هي أقل أهمية من علاقاتها وعلاقات مع الجهات الفاعلة الأخرى داخل الشبكة. وقد تحولت هذه المقاربة إلى أن تكون مفيدة لشرح العديد من الظواهر في العالم الحقيقي، لكنه يترك مساحة أقل لوكالة الفردية، والقدرة على التأثير على الأفراد نجاحها، لأن الكثير منها تقع داخل هيكل شبكتهم.
كما تم استخدام الشبكات الاجتماعية لدراسة كيف يمكن للمنظمات تتفاعل مع بعضها البعض، التي تميز العديد من اتصالات غير رسمية أن المسؤولين التنفيذيين ربط معا، وكذلك الجمعيات والروابط بين العاملين في مختلف المنظمات الفردية. على سبيل المثال، السلطة داخل المنظمات ويأتي في كثير من الأحيان أكثر من الدرجة التي يمكن للفرد داخل الشبكة هو في صميم العلاقات العديد من المسمى الوظيفي الفعلي. الشبكات الاجتماعية أيضا تلعب دورا رئيسيا في التوظيف، في نجاح الأعمال، والأداء الوظيفي. شبكات توفير السبل للشركات لجمع المعلومات، وردع المنافسة، والتواطؤ في تحديد الأسعار أو سياسات.

## البحث
```
وقد تم استخدام التحليل الاجتماعي الشبكة في علم الأوبئة للمساعدة في فهم كيفية أنماط الاتصال البشري من المساعدات أو منع انتشار الأمراض مثل فيروس نقص المناعة البشرية في السكان. يمكن أحيانا تطور الشبكات الاجتماعية على غرار يكون عن طريق استخدام نماذج عامل بناء، وتوفير نظرة ثاقبة للتفاعل بين القواعد الاتصالات والبنية نشر الشائعات والاجتماعية.
```

SNA قد تكون أيضا أداة فعالة لمراقبة الشامل—على سبيل المثال الوعي المعلوماتي المجموع كان يقوم به برنامج بحوث متعمقة حول استراتيجيات لتحليل الشبكات الاجتماعية لتحديد ما إذا كان أو غير مواطني الولايات المتحدة والتهديدات السياسية.
نشر نظرية الابتكارات يستكشف الشبكات الاجتماعية ودورها في التأثير على انتشار الأفكار والممارسات الجديدة. عوامل التغيير وقادة الرأي في كثير من الأحيان تلعب دورا رئيسيا في تحفيز اعتماد الابتكارات، على الرغم من العوامل الكامنة والابتكارات أيضا أن تلعب دورا في ذلك. العثور كاثلين M. كارلي في دراسة واحدة أن معدل انتشار المعلومات يتوقف على الطريقة التي تواصل الناس، على سبيل المثال، باستخدام البريد الإلكتروني أو الهاتف، ولكن فعالية هذه الوسائل للاتصال يعتمد على بنية الشبكة الاجتماعية [15].
وقد اقترح روبن دنبار أن يتم تقييد حجم نموذجي لشبكة أناني إلى حوالي 150 عضوا بسبب الحدود الممكنة في قدرة قناة التواصل البشري. حكم تنبع من الثقافات دراسات في علم الاجتماع والانثروبولوجيا وخاصة من الحد الأقصى لحجم القرية (في اللغة الحديثة الأكثر المعقول أن تفهم باعتبارها القرية البيئية). هي نظرية في علم النفس التطوري أن العدد قد يكون نوعا من الحد من قدرة الإنسان على الاعتراف متوسط أفراد وتتبع الوقائع العاطفية حول جميع أعضاء المجموعة. ومع ذلك، فإنه قد يكون ناجما عن الاقتصاد والحاجة إلى المسار «الدراجين الحر»، لأنه قد يكون أسهل في مجموعات أكبر للاستفادة من مزايا العيش في مجتمع بدون المساهمة في هذه الاستحقاقات.
العثور على علامة غرانوفيتر في دراسة واحدة أن الروابط الضعيفة أكثر عددا ويمكن أن تكون مهمة في التماس المعلومات والابتكار. الزمر لديهم ميل لديهم آراء أكثر تجانسا، وكذلك حصة سمات مشتركة كثيرة. وكان هذا الاتجاه مقتصر على المطابق سبب أعضاء الزمر إلى أن تنجذب معا في المقام الأول. ومع ذلك، يجري مماثلة، فإن كل عضو من أعضاء عصبة نعرف أيضا أكثر أو أقل ما يعرف أعضاء آخرين. للعثور على معلومات جديدة أو أفكارا، فإن أعضاء زمرة يجب أن ننظر إلى أبعد من زمرة لأصدقائها والمعارف الأخرى. هذا هو ما يسمى غرانوفيتر «قوة الروابط الضعيفة».
Guanxi (关系) هو مفهوم مركزي في المجتمع الصيني (وغيرها من الثقافات في شرق آسيا) التي يمكن تلخيصها على النحو استخدام نفوذ شخصي. عادة ما تترجم الكلمة بأنها «علاقة» اتصال "" أو «التعادل» ويستخدم في تشكيلة واسعة من السياقات كما هي نظيراتها الإنجليزية. يمكن دراستها ولكن، في سياق العلاقات بين الأشخاص، وGuanxi (关系) يماثل فضفاضة ب «النفوذ» أو «سحب» في Guanxi. الغربية من نهج الشبكة الاجتماعية.
ظاهرة العالم الصغير هو فرضية أن سلسلة من معارفه الاجتماعية المطلوبة للاتصال من شخص إلى شخص آخر التعسفي التعسفي في أي مكان في العالم عموما قصيرة. أعطى مفهوم الارتفاع إلى درجة العبارة الشهيرة six الانفصال بعد تجربة 1967 بواسطة العالم الصغير نفساني ستانلي Milgram. في تجربة Milgram وسئل عينة من الأفراد الولايات المتحدة للتوصل إلى الشخص المستهدف ولا سيما عن طريق تمرير رسالة على طول سلسلة من المعارف. تحولت متوسط طول السلاسل الناجحة إلى أن تكون حوالي خمسة وسطاء أو خطوات الانفصال الستة (غالبية السلاسل في تلك الدراسة فشلت في الواقع لإتمام). وتم استجواب في وقت لاحق أساليب (والأخلاق كذلك) Milgram التجربة من قبل رجل دين الأميركيين، وبعض مزيد من البحوث لتكرار النتائج Milgram وجد أن درجات الاتصال المطلوبة قد تكون أعلى. الباحثين الأكاديميين مواصلة استكشاف هذه الظاهرة والتي تستند إلى الإنترنت وتكنولوجيا الاتصالات الهاتفية واستكمال النظم البريدية متاحة خلال أوقات Milgram. أثبتت دراسة حديثة التجربة الإلكترونية عالم صغير في جامعة كولومبيا ان حوالي 5-7 درجات الفصل تكفي لربط أي شخصين عن طريق البريد الإلكتروني.
ويمكن استخدام الرسم البياني ليالي التعاون لتوضيح العلاقات الجيدة والسيئة بين البشر. ميزة ايجابية بين عقدتين يدل على وجود علاقة إيجابية (الصداقة والتحالف، ويرجع تاريخها) وميزة سلبية بين عقدتين يدل على وجود علاقة سلبية (الكراهية والغضب). ويمكن استخدام الرسوم البيانية وقعت شبكة اجتماعية للتنبؤ التطور المستقبلي للرسم البياني. وقعت في الشبكات الاجتماعية، هناك مفهوم «متوازن» ودورات «غير متوازن». وتعرف دورة متوازنة كدورة حيث المنتج من علامات جميع إيجابية. الرسوم البيانية متوازنة تمثل مجموعة من الناس الذين من غير المرجح أن تغير رأيها من الناس الآخرين في المجموعة. الرسوم البيانية غير متوازن تمثل مجموعة من الناس الذين من المرجح جدا لتغيير آرائهم من الناس في المجموعة. على سبيل المثال، مجموعة من 3 أشخاص (A، B و C) حيث A و B لديها علاقة إيجابية وباء وجيم وجود علاقة إيجابية، ولكن جيم وألف وجود علاقة سلبية هي دورة غير متوازن هذه المجموعة من المحتمل جدا أن تتحول إلى حلقة متوازنة، مثل واحد حيث B فقط على علاقة جيدة مع ألف، وكلاهما ألف وباء وجود علاقة سلبية مع جيم باستخدام مفهوم التوازنات ودورات غير متوازن، وتطور توقيع الطبعة الرسم البياني شبكة اجتماعية يمكن التنبؤ ق.
وقد وجدت إحدى الدراسات أن السعادة تميل إلى ان تكون مرتبطة في الشبكات الاجتماعية. عندما يكون الشخص غير سعيدة، وأصدقاء في مكان قريب لديهم فرصة 25 في المئة أعلى من يجري سعيدة أنفسهم. وعلاوة على ذلك، والناس في مركز شبكة اجتماعية تميل إلى ان تصبح في المستقبل أكثر سعادة من أولئك الذين يوجدون في الهامش. تم تمييزها مجموعات من الأشخاص السعداء والتعساء في الشبكات التي تمت دراستها، مع التوصل إلى ثلاث درجات من الفصل: كان مرتبطا السعادة لشخص ما مع مستوى السعادة من الأصدقاء من الأصدقاء أصدقائهم (انظر أيضا عدوى العاطفي).
وقد اقترح بعض الباحثين أن الشبكات الاجتماعية والإنسانية قد يكون له أساس وراثية. باستخدام عينة من التوائم من دراسة طولية الوطنية للصحة المراهقين، وجدوا أنه في درجة (عدد المرات التي يدعى الشخص كصديق)، transitivity (احتمال أن اثنين من اصدقائه واصدقاء مع بعضها البعض)، والبينية مركزية (عدد من المسارات في الشبكة التي تمر من خلال شخص معين) كلها وراثية بشكل ملحوظ. النماذج القائمة لتشكيل شبكة اتصال لا يمكن حساب لهذا التباين العقدة الجوهرية، لذلك يقترح الباحثون بديلا «جذب وتدخل» النموذج الذي يمكن أن تفسر التوريث وميزات أخرى كثيرة من الشبكات الاجتماعية والإنسانية.

## قياسات (الإجراءات) في تحليل الشبكات الاجتماعية
قياسات (الإجراءات) في تحليل الشبكات الاجتماعية
البينية
إلى أي مدى تقع بين عقدة العقد الأخرى في الشبكة. هذا الإجراء يأخذ بعين الاعتبار التواصل بين الجيران العقدة، وإعطاء قيمة أعلى للعقد الجسر الذي كتل. هذا الإجراء يعكس عدد الأشخاص الذين يتم الاتصال شخص بشكل غير مباشر من خلال علاقاتها المباشرة. [22]
جسر
ويقال إن ميزة لتكون جسرا إذا حذفها سيؤدي إلى النهاية تكمن في عناصر مختلفة من الرسم البياني.
مركزية
هذا الإجراء يعطي مؤشرا تقريبيا لقوة اجتماعية من عقدة يستند جيدا كيف أنهم «الاتصال» الشبكة. «البينية»، «القرب»، و«شهادة» كلها تدابير مركزية.
المركزية
الفرق بين عدد كبير من الروابط لكل عقدة مقسوما مبلغ ممكن من الخلافات. وهناك شبكة مركزية لديهم العديد من صلاتها فرقت حوالي واحد أو عدد قليل العقد، في حين أن شبكة مركزية واحدة والذي يوجد تباين كبير بين عدد من وصلات تمتلك كل عقدة.
القرب
درجة الفرد بالقرب من جميع أفراد آخرين في الشبكة (بشكل مباشر أو غير مباشر). انها تعكس القدرة على الحصول على المعلومات من خلال «الكرمة» من أعضاء الشبكة. وهكذا، التقارب هو معكوس من مجموع أقصر المسافات بين كل فرد وكل شخص آخر في الشبكة. (انظر أيضا: مبحث التداني) ويمكن أيضا أن تكون أقصر الطرق والمعروفة باسم «المسافة الجيوديسية».
معامل تقسيم
مقياس لاحتمال ان اثنين من المقربين من عقدة الزميلة هي نفسها. معامل التجميع يشير إلى أعلى "cliquishness". أكبر
تماسك
إلى درجة الفاعلة التي ترتبط مباشرة مع بعضها البعض بواسطة روابط متماسكة. ويتم تحديد مجموعات ك "الزمر" إذا كان كل فرد مرتبط مباشرة إلى كل فرد آخر، 'الأوساط الاجتماعية" إذا كان هناك أقل صرامة من الاتصال المباشر، والذي هو غير دقيق، أو كتل متماسكة وإذا أراد هيكليا الدقة. [23]
الدرجة
العد من عدد من الجهات الفاعلة الأخرى في العلاقات في الشبكة. انظر أيضا درجة (نظرية الرسم البياني). (على المستوى الفردي) الكثافة
درجة العلاقات المدعى يعرفون بعضهم البعض نسبة / للعلاقات بين المرشحين الفرد. كثافة الشبكة أو على المستوى العالمي هو نسبة في شبكة العلاقات النسبية لمجموع عدد ممكن (شبكات متفرق مقابل الكثيفة).
فعالية إستراتيجية التحصين
إستراتيجية التحصين التعارف، واقتراح لتحصين أصدقاء العقد تم اختيارها عشوائيا. انها وجدت لتكون فعالة جدا بالمقارنة مع التحصين عشوائي. [24]
تدفق البينية مركزية
وما دامت عقدة يساهم في الحد الأقصى لمجموع تدفق بين جميع أزواج من العقد (وليس تلك العقدة).
مركزية Eigenvector
مقياس لأهمية وجود عقدة في الشبكة. فإنه يعين عشرات النسبية لجميع العقد في الشبكة بالاعتماد على المبدأ القائل بأن وجود اتصالات لعقد على درجة عالية تساهم في مزيد من النقاط من العقدة في السؤال.
تفاعل الإنسان
وتشكل الروابط في الشبكات الاجتماعية من خلال التفاعل بين البشر. تم العثور على التوسع في النشاط القوانين تفاعل الإنسان Rybski وآخرون. [25]
مؤثرة الموزعات
تم وصف طريقة لتحديد الفروق المؤثرة التي Kitsak آخرون. [26]
جسر المحلية
على حافة جسر المحلية إذا لم حصتها النهاية جيران المشتركة. خلافا للجسر، ويرد على جسر المحلية في دورة.
طول المسار
المسافات بين أزواج من العقد في الشبكة. متوسط طول المسار هو متوسط هذه المسافات بين كل زوج من العقد.
هيبة
في الرسم البياني هيبة توجه هو مصطلح يستخدم لوصف عقدة مركزية ل. «بريستيج درجة»، «برستيج القرب» و«بريستيج الحالة» هي مقاييس برستيج. انظر أيضا درجة (نظرية الرسم البياني).
Radiality
شبكة درجة الفرد يصل بها إلى الشبكة، ويقدم معلومات جديدة والنفوذ.
الوصول
يمكن لدرجة أي عضو من أعضاء شبكة تصل الأعضاء الآخرين في الشبكة.
الثانية مركزية النظام
فإنه يعين عشرات النسبية لجميع العقد في الشبكة بالاعتماد على الملاحظة بأن العقد المهم رؤية المشي العشوائي (تشغيل على الشبكة) «بشكل منتظم» من العقد الأخرى. [27]
التماسك الهيكلي
الحد الأدنى لعدد الأعضاء الذين، إذا أزيلت من مجموعة، وقطع المجموعة. [28] وتناقش العلاقة بين التجزئة (التماسك الهيكلي) ونظرية الترشيح من قبل لي وآخرون. [29]
الإنشائية التكافؤ
يشير إلى مدى العقد يملك مجموعة مشتركة من الروابط إلى العقد الأخرى في النظام. العقد لا تحتاج إلى أي علاقات مع بعضها البعض ليكون معادلا هيكليا.
الهيكلية حفرة
ثابت الثقوب التي يمكن شغلها استراتيجيا من خلال ربط واحد أو أكثر معا وصلات لربط نقاط أخرى. ترتبط أفكار رأس المال الاجتماعي : إذا كنت تصل إلى اثنين من الناس الذين لا ترتبط يمكنك التحكم في الاتصال بهم.

## شبكة البرامج التحليلية
وتستخدم الشبكة أدوات تحليلية لتمثيل العقد (وكلاء) وحواف (العلاقات) في الشبكة، وتحليل بيانات الشبكة. مثل أدوات البرامج الأخرى، يمكن حفظ البيانات في الملفات الخارجية. معلومات إضافية مقارنة إدخال البيانات المختلفة الأشكال المستخدمة من قبل حزم شبكة برامج التحليل متاح في NetWiki. أدوات تحليل الشبكة تسمح للباحثين للتحقيق في شبكات كبيرة مثل انتقال المرض الإنترنت، الخ هذه الأدوات الرياضية التي توفر وظائف يمكن تطبيقه على نموذج الشبكة.

## براءة الاختراع

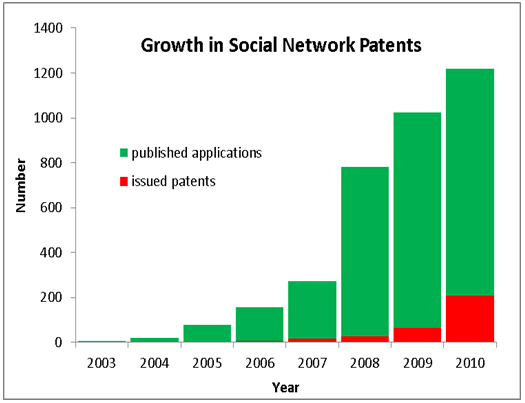
عدد من التطبيقات الاجتماعية براءة الاختراع الأمريكية نشرت الشبكة سنويا، وبراءات الاختراع التي صدرت في السنة.

كان هناك نمو سريع في عدد طلبات براءات الاختراع التي تغطي الولايات المتحدة التكنولوجيات الجديدة المتصلة الشبكات الاجتماعية. وقد تم نشر عدد من التطبيقات المتزايدة في حوالي 250 ٪ سنويا على مدى السنوات الخمس الماضية. هناك الآن ما يزيد على 2000 التطبيقات التي تم نشرها. وقد صدرت فقط حوالي 100 من هذه التطبيقات وبراءات الاختراع، ومع ذلك، إلى حد كبير نتيجة لتراكم عدة سنوات في دراسة براءات الاختراع طريقة العمل.

## وصلات خارجية
- مقدمة للنماذج المستندة إلى ممثل عن حيوية الاستوكاستك الشبكة -- Snijder وآخرون. نسخة محفوظة 16 مايو 2011 على موقع واي باك مشين.
- Social Networking على مشروع الدليل المفتوح
- الشبكة الدولية لتحليل الشبكة الاجتماعية (INSNA) -- المجتمع المهنية للمحللين الشبكة الاجتماعية، مع أكثر من 1000 عضوا
- مركز لتحليل النظم الحاسوبية الاجتماعية والتنظيمية (CASOS) في جامعة كارنيجي ميلون
- Netwiki (يكي الصفحة المخصصة للشبكات الاجتماعية ؛ المحافظة في جامعة كارولاينا الشمالية في تشابل هيل)
- بناء شبكات للتعلم—دليل للموارد على الخط على تعزيز التواصل الاجتماعي.
- برنامج إدارة الحكم في الشبكية—برنامج إدارة الحكم الشبكية، جامعة هارفارد